# Cammack Village
Cammack Village é uma cidade localizada no estado americano do Arkansas, no Condado de Pulaski.

## Demografia
Segundo o censo americano de 2000, a sua população era de 831 habitantes.
Em 2006, foi estimada uma população de 774, um decréscimo de 57 (-6.9%).

## Geografia
De acordo com o United States Census Bureau tem uma área de 0,7 km², sem área coberta por água.

## Localidades na vizinhança
O diagrama seguinte representa as localidades num raio de 16 km ao redor de Cammack Village.